# MRGPRX1
MRGPRX1 (англ. MAS related GPR family member X1) – білок, який кодується однойменним геном, розташованим у людей на короткому плечі 11-ї хромосоми. Довжина поліпептидного ланцюга білка становить 322 амінокислот, а молекулярна маса — 36 250.
| 10         |  | 20         |  | 30         |  | 40         |  | 50         |
| ---------- |  | ---------- |  | ---------- |  | ---------- |  | ---------- |
| MDPTISTLDT |  | ELTPINGTEE |  | TLCYKQTLSL |  | TVLTCIVSLV |  | GLTGNAVVLW |
| LLGCRMRRNA |  | FSIYILNLAA |  | ADFLFLSGRL |  | IYSLLSFISI |  | PHTISKILYP |
| VMMFSYFAGL |  | SFLSAVSTER |  | CLSVLWPIWY |  | RCHRPTHLSA |  | VVCVLLWALS |
| LLRSILEWML |  | CGFLFSGADS |  | AWCQTSDFIT |  | VAWLIFLCVV |  | LCGSSLVLLI |
| RILCGSRKIP |  | LTRLYVTILL |  | TVLVFLLCGL |  | PFGIQFFLFL |  | WIHVDREVLF |
| CHVHLVSIFL |  | SALNSSANPI |  | IYFFVGSFRQ |  | RQNRQNLKLV |  | LQRALQDASE |
| VDEGGGQLPE |  | EILELSGSRL |  | EQ         |  |            |  |            |

A: Аланін

C: Цистеїн

D: Аспарагінова кислота

E: Глутамінова кислота

F: Фенілаланін

G: Гліцин

H: Гістидин

I: Ізолейцин

K: Лізин

L: Лейцин

M: Метіонін

N: Аспарагін

P: Пролін

Q: Глутамін

R: Аргінін

S: Серин

T: Треонін

V: Валін

W: Триптофан

Кодований геном білок за функціями належить до рецепторів, g-білокспряжених рецепторів, білків внутрішньоклітинного сигналінгу. 
Задіяний у такому біологічному процесі, як гостра фаза запалення. 
Локалізований у клітинній мембрані, мембрані.